# Ni contigo ni sin ti
Ni contigo ni sin ti – meksykańska telenowela Televisy z 2012 roku, której producentką jest MaPat. W rolach głównych występują: Laura Carmine, Eduardo Santamarina, Erick Elías i Alessandra Rosaldo, zaś w rolę antagonistów wcielili się Otto Sirgo i Andrea Torre. Produkcja była emitowana w Meksyku na kanale Canal de las Estrellas o godzinie 18:15.

## Obsada
- Eduardo Santamarina – Leonardo „Leo” Cornejo Fernández, niewidomy, syn Clary, wnuk Doni Mirandy, kocha Nicole, chłopak Isabelli
- Laura Carmine – Nicole Lorenti Tinoco, projektantka w Eleonor Botique, córka Doni Caro i Gelasio, kocha Leo
- Erick Elías – Iker Rivas Olmedo, syn Irene i Alejandro, brat Isabelli i Jose Carlosa, kocha Julię, mąż Fabioli
- Alessandra Rosaldo – Julia Mistral, kocha Ikera
- Sabine Moussier – Eleonor Cortazar Armenta, właścicielka Eleonor Botique, matka Veronici, córka Doni Natalii
- César Bono – Gelasio Lorenti, ojciec Nicole, mąż Donii Caro
- María Marcela – Carola „Doña Caro” Tinoco de Lorenti, matka Nicole, żona Gelasio
- Andrea Torre – Fabiola Escalante, zakochana w Ikerze
- Ximena Herrera – Isabella Rivas Olmedo Reyes, siostra Jose Carlosa i Ikera, córka Irene i Alejandro, kocha Leo
- Luz María Jerez – Irene Olmedo de Rivas, matka Ikera, Jose Carlosa i Isabelli, żona Alejandro
- Gaston Tuset – Alejandro Rivas, ojciec Ikera, Jose Carlosa i Isabelli, mąż Irene
- Ricardo Franco – Jose Carlos Rivas, brat Ikera i Isabelli, syn Irene i Alejandro, kocha Nicole i Veronicę
- Luz María Aguilar – Doña Natalia Armenta de Cortázar, babcia Verónici, matka Eleonor
- Mauricio Mejía – Marco Rábago, brat Salmy
- Brandon Peniche – Diego Torres Landa, syn Octavio
- Otto Sirgo – Octavio Torres Landa, ojciec Diego, zakochany w Julii, a następnie w Eleonor
- Sachi Tamashiro – Yolanda „Yola” Zorrilla
- Jorge Ortín – Don Chuy Turrubiates
- Sharis Cid – Salma Rábago, siostra Marco
- Pepe Gamez – Alfonso „Poncho” Chamorro, syn Doni Adelita, brat Cony
- Amparo Garrido – Doña Adelita Chamorro, matka Cony i Poncho
- Lili Gorett – Verónica Galindo Cortazar, córka Eleonor, wnuczka Doni Natalii, kocha Jose Carlosa
- Michelle Renaud – Concepción „Cony” Chamorro, córka Doni Adelity, siostra Poncho
- Óscar Zamanillo – Bosco Rosado
- Yousi Díaz – Flora Topete, matka Tobi
- René Mussi – Eduardo „Lalo” Garnica
- Robin Vega – Tobias Marcelino „Tobi” Topete, syn Flory
- Marifer Galindo – Laura
- Maité Valverde – Mary
- Graciela Döring – Doña Felipa
- Iliana de la Garza – Cuca
- Hanny Sáenz – Señorita Finolis
- María Fernanda García – Señora Mondragón
- Juan Antonio Edwards – Juan
- Fabián Lavalle – Agustín
- Sarah Barlondo – Sara
- Juan Carlos Nava – Don Culebra
- Claudia Silva – Gina
- Beatriz Moreno – Clara Fernández De la Reguera Vda. de Cornejo, matka Leo, córka Doni Mirandy
- José Elías Moreno – Doctor Estéban Lieja
- Marco Muñoz – Arturo Aros
- Beatriz Aguirre – Doña Miranda De la Reguera de Fernández, matka Clary, babcia Leo
- Kelchie Arizmendi – Tania „Consultora de belleza”
- Luis Gatica – Abogado de Fabiola